# VillaMix Festival
VillaMix Festival é um festival de música sertaneja, originalmente sediado em Goiânia, Goiás. Realizado desde 2011 pelo estúdio AudioMix, o evento expandiu-se por todo o país, com várias edições anuais em diferentes cidades.
Reconhecido como um dos maiores festivais de música do Brasil e o maior palco do mundo, o VillaMix se destaca por sua dimensão gigantesca. Apesar do destaque à música sertaneja, o festival também dá espaço para outras atrações, por exemplo, música eletrônica, funk e pop, já tendo recebido cantores e grupos internacionais, como Maroon 5, Shawn Mendes e Liam Payne.

## História
Realizado pela primeira vez em Goiânia em 2011, tendo como palco o Estádio Serra Dourada. Rapidamente, o festival conquistou ampla repercussão, chegando a receber 120 mil pessoas nas duas primeiras edições. Reconhecido pela mídia e pelo público como um dos principais eventos musicais do Brasil, o palco em Goiânia, com 70 metros de altura e área de quase 3 000 m², foi consagrado em 2015 como o maior do mundo.
O festival, no entanto, não permaneceu isolado na capital goiana. Além de edições realizadas em outras cidades de Goiás, como Anápolis, o Autódromo de Interlagos, em São Paulo, o Beto Carrero World, em Penha, Santa Catarina, e o Anfiteatro Pôr do Sol, em Porto Alegre, foram palco do VillaMix. Diversas capitais brasileiras, como Curitiba, Rio de Janeiro, Salvador,, Belém e João Pessoa já foram anfitriãs do VillaMix, além de cidades como Guarujá e Ribeirão Preto. Em 2019, o evento teve sua primeira apresentação internacional: na capital de Portugal, Lisboa, nomes já consagrados pela música sertaneja brasileira foram o destaque da edição.

## Atrações
Consagrado pela música sertaneja, muitas das atrações do VillaMix trazem cantores e duplas deste gênero, como Jorge & Mateus, Gusttavo Lima, Cristiano Araújo, Felipe Araújo, Matheus & Kauan, Israel & Rodolffo e Simone & Simaria. Outros nomes de Goiás, como Alok, também são recorrentes no evento. O sertanejo não é, porém, exclusivo: Kevinho, Wesley Safadão e Dennis DJ já foram destaque. Como atrações internacionais, o grupo Maroon 5 apresentou na edição realizada em São Paulo, enquanto Demi Lovato, Maluma, Fifth Harmony, J Balvin, Rudy Mancuso, Liam Payne, Nick Jonas e Shawn Mendes em Goiânia. Durante a pandemia de COVID-19, o festival teve que ser cancelado presencialmente, e as atrações apresentaram-se em lives transmitidas pela internet e em alguns programas televisivos.